# Associazione Calcio Femminile Dilettantistica Venezia 1984
L'Associazione Calcio Femminile Dilettantistica Venezia 1984, meglio nota come Venezia 1984, è stata una società di calcio femminile italiana con sede nella città di Venezia. Ha militato per quattro stagioni consecutive in Serie A, massima serie del campionato italiano femminile di calcio fino al 2012, quando ha rinunciato alla partecipazione e si è sciolta.

## Storia
Il club venne fondato nel 1984 come Associazione Calcio Femminile Jesoldolce, dal nome dello sponsor principale, a Jesolo, iniziando l'attività agonistica nella Serie D regionale. Nel 1987 la società si fuse con la A.C.F. Venezia, cambiando denominazione in Associazione Calcio Femminile VeneziaJesolo. Giunta in Serie B nella metà degli anni novanta, rimase per diversi anni nel secondo livello nazionale, venendo promossa in Serie A2, la neocostituita seconda serie, al termine della stagione 2001-2002 con il secondo posto conquistato alle spalle del C.F.R. Mantova. 
Nel 2007 la società cambiò denominazione in Associazione Calcio Femminile Dilettantistica Venezia 1984. Nella stagione 2007-2008, dopo cinque stagioni terminate a metà classifica, vinse il girone A di Serie A2 con un solo punto di vantaggio sul Mozzanica, venendo così promossa in Serie A, massima serie nazionale. Con l'arrivo in massima serie femminile, la società spostò il suo campo di gioco principale da Jesolo a Venezia-Mestre. L'esordio in massima serie nella stagione 2008-2009 si concluse con un nono posto con tre punti di vantaggio sulla zona retrocessione. Anche la stagione 2009-2010 vide il Venezia 1984 lottare per la salvezza, terminando al decimo posto, l'ultimo che assicurava il mantenimento della categoria. Nella stagione 2010-2011 il Venezia 1984 concluse al nono posto, ma in posizione di media classifica, complice anche l'allargamento dell'organico della Serie A a 14 squadre. L'ultima parte di stagione venne caratterizzata da due larghe sconfitte, 1-7 dalla Torres capolista alla ventitreesima giornata e 0-8 casalingo dalla Reggiana in lotta per la salvezza alla ventiquattresima giornata, e che portarono alle dimissioni dell'allenatrice Fabiana Comin. La stagione venne chiusa in autogestione da parte delle calciatrici, con la società che nominò Walter Bedin nuovo allenatore per la stagione entrante.
La stagione 2011-2012 partì con la prospettiva di raggiungere la salvezza per la quarta stagione consecutiva in Serie A. Nel corso della pausa di dicembre con la squadra al penultimo posto venne esonerato Bedin e la guida tecnica venne affidata ad Andrea Baldin. La squadra riuscì a recuperare alcune posizioni e a terminare il campionato al dodicesimo posto, accedendo ai play-out salvezza. Lo spareggio venne giocato in gara secca il 26 maggio 2012 contro la Lazio: il Venezia 1984 vinse per 1-0 sulle biancocelesti, grazie alla rete realizzata da Irene Tombola, e conquistò la salvezza in Serie A. Nei giorni successivi il presidente Franco Saramin, alla guida della società sin dalla fondazione nel 1984, annunciò la volontà di sciogliere la società a causa di dissidi con il comune di Venezia sulla mancanza di un impianto sportivo in gestione alla società veneziana. Il Venezia 1984 venne comunque iscritto al campionato di Serie A 2012-2013, con il presidente Saramin che dichiarò la presenza di una cordata di imprenditori interessata all'acquisizione della società e che aveva contribuito all'iscrizione. All'inizio di agosto 2012 Franco Saramin annunciò di aver iscritto l'A.C.F.D. Zelarino Venezia, società fondata nel 2008, al campionato di Serie C regionale e di disinteressarsi all'A.C.F.D. Venezia 1984, che avrebbe lasciato in mano alla cordata di imprenditori. La società successivamente dichiarò la sua inattività e il 10 agosto 2012 la Divisione Calcio Femminile della LND prese atto che l'A.C.F.D. Venezia 1984 aveva rinunciato alla partecipazione al campionato di Serie A in qualità di società avente diritto e con conseguente svincolo di tutte le sue tesserate.